# 서갑호
서갑호(徐甲虎, 1915년 3월 21일~1976년 11월 22일)는 대한민국의 기업가이며, 방림방적의 창업자이다.

## 생애
경상남도 울산에서 태어났다. 언양공립보통학교를 졸업하고 1929년 일본에 건너갔으며 일본에서 사카모토방직(阪本紡織) 설립했다. 1962년 도쿄 아자부주반의 주일본 대한민국 대사관 부지와 건물을 국가에 기부했다. 1963년 1월 한국산업은행이 관리하던 태창방직주식회사를 인수하여 판본(阪本)방직주식회사를 설립했고, 1967년 회사 이름을 방림방적 주식회사(邦林紡績株式會社)로 바꿨다. 한국 방직업 발달에 큰  영향을 미쳤다.

## 기타
- 아자부주반의 주일 대사관 부지를 구입한 이유는 조선의 마지막 황태자 영친왕의 거처를 제공할 목적이었다고 한다.[3] 영친왕은 1947년 일본 국적을 박탈당한 뒤 일본 왕족 명단에서도 제외되면서 오갈데 없는 신세였다.
- 한때 일본에서 소득세 1위를 기록하기도 했다.[4]